# Лингуини
Лингуини (на италиански: linguine) е вид италианска дълга суха паста от едрозърнест грис от твърда пшеница.

## Етимология
Името linguine означава „езичета“ на италиански. Думата е множествено число на съществителното от женски род linguina.

## Характеристика
Дължината е същата като спагетите (ок. 26 cm), но вместо цилиндрична форма те имат плоска и принадлежат към семейството на баветите (смачкани спагети с правоъгълна част, със средна дебелина) и тренетите (лингуини с яйцевиден разрез). По-тънка версия на лингуините са лингуетините. 
Този вид паста води началото си от залива на Генуа и е родена, за да съпътства пестото. Познати са още през 19 век.
Предвид географския си произход те са идеални за рибни сосове и богати зеленчукови сосове. В сравнение с формата на спагетите тази на лингуините е по-устойчива и сплескана и е подходяща за приготвяне с оригинални техники като готвене във фолио. Този метод на готвене всъщност позволява да се запазят всичките течности на подправката непроменени, особено ако се приготвят с рибни деликатеси като калмари и морски костур. Освен това благодарение на зърнеста консистенция на тази форма на паста и нейното готвене „ал денте“ (твърдо сварена) друг много популярен сос е песто, както традиционен, така и приготвен със сушени домати.